# GJ 1245
Désignations
Désignations
Gliese 1245 (ou GJ 1245) est un système d'étoiles situé à 14,8 années-lumière du Soleil dans la constellation du Cygne. C'est le 44e plus proche système stellaire,.
Le système d'étoiles contient GJ 1245 A, GJ 1245 B et GJ 1245 C. Les trois étoiles sont très faibles (magnitudes apparentes respectives : 13,41, 13,99 et 16,66). La composante A est également désignée V1581 Cygni, étant une variable éruptive.

## Voir également
- Liste d'étoiles et de naines brunes proches